# 皮洛士
皮洛士（羅馬化：Pyrrhus；前319年或前318年—前272年），摩羅西亞國王，出身埃阿喀得斯家族，也是希臘伊庇魯斯聯盟統帥（前306年–前302年, 前297–272年），後來成為敘拉古國王（前278年–前275年）及馬其頓國王（前288年–前284年），他也是希臘化時代著名的將軍和政治家。皮洛士是早期羅馬共和國稱霸義大利半島的最強大的對手之一，在對抗羅馬的一些戰役中儘管獲得勝利，但也付出慘重的代價，西方諺語「皮洛士式勝利」源自於他。

## 早年
皮洛士是伊庇魯斯摩羅西亞國王埃阿喀得斯和王后佛提雅的兒子，他的母親是色薩利人。皮洛士的表親是馬其頓亞歷山大大帝，他有兩個姊妹黛達彌亞和特洛雅絲（Troias）。皮洛士生於亞歷山大大帝死後分裂的希臘化時代，他的幼年充滿著動盪和不安。前317年當他約一歲時，他父王埃阿喀得斯遭到退位，他的家族逃到伊利里亚最大的部族革蘭提亞，接受國王格勞基亞斯的庇護。而格勞基亞斯的王后貝洛雅（Beroea）剛好也出身摩羅西亞埃阿喀得斯王族，皮洛士便由王后扶養長大。
在前306年，格勞基亞斯扶持皮洛士成為摩羅西亞國王與伊庇魯斯統帥，但四年後在馬其頓統治者卡山德的施壓下，當他外出參加一場婚禮時遭到政變，皮洛士被踢下王位。之後，皮洛士流亡到安提柯王朝宮廷內，參與繼業者戰爭，並與姐夫德米特里一世手下擔任軍官。在伊普蘇斯戰役慘敗後，作為德米特里和埃及托勒密一世協議的一部份，皮洛士被送到亞歷山卓作為人質。在埃及，皮洛士與托勒密養女安提戈涅結婚，她是由貝勒尼基一世和前夫馬其頓貴族腓力所生。於是皮洛士靠著岳父托勒密資金和軍事的幫助下重新登上王位，並與涅俄普托勒摩斯二世共治，隨後皮洛士除掉涅俄普托勒摩斯二世。前295年，皮洛士把他的王國首都轉移到安布拉基亞，並向他原先的盟友兼姊夫德米特里一世宣戰，成功奪取一半的馬其頓，並被擁為馬其頓國王。但在前284年，皮洛士被前盟友利西馬科斯逐出馬其頓。

## 與羅馬對抗

皮洛士戰爭中，皮洛士對抗羅馬的路線圖

前281年，位於南義大利的希腊城邦塔蘭托遭受羅馬侵犯，這時羅馬已經成長為一個不可忽視的勢力，並且意圖降伏大希臘所有的希臘城邦。塔蘭托人被迫與羅馬戰爭，並逐步被羅馬擊敗，因而向東方的希臘城邦和君主求援，其中也向皮洛士求援。
德尔斐的神谕鼓励皮洛士援助塔蘭托。当然，皮洛士也有自己的目的，他认为他可以在義大利为自己打下一片天下。前280年，他在与马其顿国王托勒密·克勞諾斯结盟，解决自己的後顧之憂，率军前往義大利。当时皮洛士的军事力量包括骑兵3,000人，弓箭手2,000人，投石手500人，步兵20,000人，战象20头，他认为这足以使罗马屈服。其中，那些20頭戰象是托勒密·克勞諾斯借他的，總共托勒密·克勞諾斯借給他5,000名馬其頓步兵、4,000名騎兵、50頭戰象，並且承諾這些部隊僅借兩年。皮洛士留一些部隊留守自己的母國。

古代伊庇魯斯部族

由于皮洛士的骑兵部队拥有优势，又有战象助阵，在前280年的赫拉克利亞戰役中，他击败了由执政官布利烏斯·瓦萊里烏斯·拉埃維努斯率领的罗马军队。根據當代希臘歷史學家卡迪亞的希洛尼摩斯描述，罗马损失7,000人，皮洛士损失3,000士兵，其中包含皮洛士精銳。而哈利卡納蘇斯的戴歐尼修斯則說羅馬損失15,000人，皮洛士損失13,000人。战后，盧查尼爾人、布魯蒂伊人、梅薩比人（Messapii）等義大利部族和克羅托內、洛克里（Locri）等希腊城邦都加入了皮洛士一方。皮洛士随即向罗马提供了一个和约，但是立刻被拒绝。当年冬天，他在坎帕尼亞越冬。
前279年，皮洛士入侵阿普里亚，在阿斯庫路姆戰役中再次击败罗马军队，但是自身也损失惨重。這場戰役羅馬損失6,000人，皮洛士聯軍損失3,500人，戰後部下在对皮洛士表示庆祝时，皮洛士说道：“再來這樣一次勝利，我自己也完了。”后人遂称此类得不偿失的胜利为“皮洛士式胜利”。儘管羅馬執政官普布利烏斯·德西烏斯·穆斯的軍隊雖然戰敗，但他們優異的表現，迫使皮洛士的希臘聯軍退回，保全了他們的城市，並且暗示羅馬軍團體系崛起，就算往後希臘化繼業者國家的軍隊數量或裝備更優異，羅馬軍團體系仍可以擊敗他們。

## 主政西西里
前278年，皮洛士同时接到两封求援信，一封来自西西里，當時迦太基是西地中海除了羅馬外另一股主要勢力，而那里的希腊城邦请求他协助把迦太基的势力逐回北非，加上敘拉古的前國王阿加托克利斯過世後政局陷入不穩，因此他們邀請皮洛士來當敘拉古國王。另一封来自马其顿，原来国王托勒密·克勞諾斯新近被高卢人击败阵亡，希望皮洛士接受王位回国平乱。他认为出兵西西里比回师马其顿更有利可图，于是帶著軍隊和其子亞歷山大转进西西里。
皮洛士隨後被拥戴为敘拉古国王。前277年，皮洛士攻占迦太基在西西里的最强大堡垒厄瑞克斯（Eryx），这使島上其他迦太基控制下的城市都投靠他，除了迦太基的港口要塞利利俾（Lilybaeum）以外。
前276年，皮洛士同迦太基和谈，皮洛士要求迦太基退出西西里的希臘城市。而迦太基也傾向談和，一旦談和成功他們願意提供皮洛士足夠的金錢和船艦送他回去。但西西里的希臘城市反對皮洛士與迦太基談和，因為他們認為這樣迦太基人仍控制島西部的堅固要塞城市利利俾，皮洛士只好把西西里希臘人的要求納入條約，要求迦太基人完全退出西西里島，并将利比亚以北的地中海作为迦太基和希腊世界的界限。迦太基拒绝与其达成任何协议，戰事持續。皮洛士的軍隊於是開始圍攻利利俾，在兩個月無效的猛攻城市後，皮洛士了解到除非成功海上封鎖，不然他沒辦法攻下這座城市，甚至他更想直接入侵迦太基本土，迫使迦太基人投降。於是皮洛士要求各西西里的希臘城市提供金錢和人力來建造強大的艦隊，當西西里的希臘人不想要為此勞力傷財時，皮洛士則對強徵，這方式讓皮洛士開始對西西島施行軍事獨裁統治，並且在各城市駐軍。
由于皮洛士在西西里诸希腊城邦中独断专行，引起了普遍的反感，同時皮洛士也疏遠那些願意與他一同進攻迦太基的西西里希臘人。迦太基得知情形，派出另外一支軍隊前去對付皮洛士，但皮洛士再一次击败迦太基军队。儘管皮洛士再一次獲得勝利，但西西島希臘人對皮洛士的敵意仍持續上升並爆發大規模叛變，使皮洛士開始考慮放棄西西里。這時，萨莫奈人和塔蘭托人的使者來到皮洛士處，並告訴他義大利的希臘城市除了塔蘭托外，都快被羅馬征服了。於是皮洛士決定離開西西里，在他臨走之際，他暗示了布匿戰爭將會發生，當時他向他的夥友說：「我們留下多麼美好的戰場呀，我的朋友，就留給羅馬人和迦太基人去玩吧。」

## 從義大利撤退

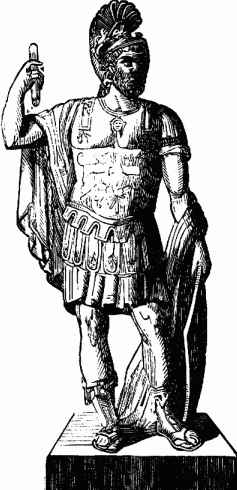
皮洛士

當皮洛士與迦太基對決期間，羅馬人趁機徵召新兵，以重新組建他們的軍隊。當皮洛士從西西里返回，他發現羅馬的兵力已經遠遠多於自己的部隊。皮洛士曾經要求希臘和馬其頓以及更東方的希臘化國家塞琉古帝國和托勒密埃及求援，希望對他提供更多軍事和經濟援助，但他們都沒回應。前275年，皮洛士在南意大利的貝內文托戰役进行了最后一场會戰，这一場戰役羅馬人獲得勝利，儘管皮洛士還有力量，但他再也沒有多餘的軍資繼續戰爭，他不得不放棄先前的戰果，黯然離開義大利半島。他留下一部份軍隊協助當地希臘城市防守，自己回师伊庇鲁斯。

## 最後一役與死亡
皮洛士從義大利帶回的8,000名步兵和500名騎兵急需軍餉，因此皮洛士需要另一場戰爭來養他的軍隊。隔年，前274年，在新添一支高盧傭兵後，皮洛士入侵馬其頓並透過掠奪來充實他的財庫，並在一場戰役中击败了馬其頓國王安提柯二世，再一次攫取了马其顿。然而，安提柯因為還擁有一支艦隊以及一些馬其頓、希臘沿海城市，於是皮洛士以希臘解放者名義南下希臘，希望透過此舉能讓希臘城邦加入其陣營，提供艦隊。
前272年，一个心懷怨恨的斯巴达王族克利奧尼穆斯请求皮洛士帮助他夺取斯巴达的王位，皮洛士答应了他的请求，计划借此机会夺取伯罗奔尼撒。但是出乎其预料，斯巴达对他的进攻进行了坚决的抵抗。于是他轉向利用阿爾戈斯内部纠纷而偷袭该城。当他率軍进入城市後，却意外地陷入了巷战中。在一片混乱之中，有一个老妇人从屋顶上用一块砖石砸晕了皮洛士，使得他莫名其妙地死于阿爾戈斯士兵之手。另有一种说法，说皮洛士是被侍从毒死的。之後伊庇鲁斯的王位由其子亞歷山大二世繼承。
同年，當皮洛士死訊傳到大希臘的塔蘭托，塔蘭托人向羅馬投降。

## 影響

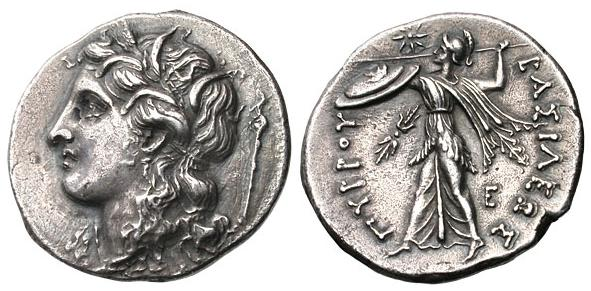
皮洛士的錢幣,上頭以希臘文寫著： ΒΑΣΙΛΕΩΣ ΠΥΡΡΟΥ ，即「國王皮洛士的」之意

皮洛士性格善变而不沉稳，并不能被称为是睿智的君主，但是他的军事才能无疑是杰出的，是那个时代军事家中的佼佼者。普魯塔克記載，迦太基名将汉尼拔與西庇阿對談，認為皮洛士是古今第二偉大的將領。在阿庇安的版本裡，漢尼拔排第一是亞歷山大大帝，第二是皮洛士，第三才是自己。普魯塔克著作<希臘羅馬英豪列傳> 亦採此說。
皮洛士还以仁慈著称。但是他在战略层面上有两大弱点：一是没有固定的战略目标；二是由于部队装备昂贵，原因在其軍隊很多是由傭兵組成，他始终无法保持稳定的经费来源。 他又因“皮洛士式胜利”一语因其得名，在阿斯庫路姆战役之后，当获知自己以很大的代價取得胜利後，他喟然长叹：“再來這樣一次勝利，我自己也完了”（希腊语: .）
皮洛士和他的義大利遠征是希臘世界最能有效防止羅馬崛起、稱霸地中海的大好機會。然而當時的希臘人並沒有團結起來，皮洛士的國家充其量只能算希臘世界的二流國家，那些希臘主要強權如托勒密埃及、塞琉古帝國只顧互相攻打，其他希臘勢力也對皮洛士遠征不感興趣。結果，持續的內鬥令到希臘世界的經濟、軍事力量逐漸衰弱。當羅馬完全擊敗迦太基，稱霸西地中海後，希臘人仍沒有團結起來：馬其頓在前197年在庫諾斯克法萊戰役戰敗；前188年塞琉古帝國敗於羅馬，並割讓大部份小亞細亞領土；而在前146年科林斯屠城後，羅馬君臨希臘世界，隨後把整個希臘世界併入羅馬領土當中。
皮洛士撰写过回忆录和一些关于兵法的书籍。据信汉尼拔深受其影响，西塞罗也对此大加赞扬。可惜至今均已散佚。

## 家庭
皮洛士結過五次婚：他第一任王后安提戈涅為他生下一位女兒奧林匹亞絲，安提戈涅在前295年生兒子托勒密時死去，其子托勒密在皮洛士晚年時戰死。皮洛士後來娶敘拉古國王阿加托克利斯的公主拉納莎，並生下兩個兒子亞歷山大二世、赫勒諾斯（Helenus）。拉納莎後來離開皮洛士。於是他第三任王后是培奧尼亞國王奧達勒翁（Audoleon）的女兒，第四位王后是伊利里亞公主比爾肯娜（Bircenna），她是國王巴爾德里斯二世（Bardylis II）的女兒。第五位王后是馬其頓國王托勒密·克勞諾斯的女兒，這段婚姻於前281/280年開始。

### 引用
1. ↑  Grant 2010，第17頁; Anglin & Hamblin 1993，第121頁; Richard 2003，第139頁; Sekunda, Northwood & Hook 1995，第6頁; Daly 2003，第4頁; Greene 2008，第98頁; Kishlansky, Geary & O'Brien 2005，第113頁; Saylor 2007，第332頁.
2. 1 2 3  普魯塔克. Parallel Lives, "Pyrrhus （页面存档备份，存于）".
3. 1 2  Encyclopædia Britannica ("Epirus") 2010.
4. ↑  Borza 1992，第62頁.
5. ↑  Jones 1999，第45頁; Chamoux 2003，第62頁; American Numismatic Society 1960，第196頁.
6. 1 2 3 4 5 6  Encyclopædia Britannica ("Pyrrhus") 2010.
7. ↑  Wilkes 1995，第124頁.
8. ↑  Garouphalias 1979，第97–108頁.
9. ↑  Garouphalias 1979，第109–112頁.
10. ↑  Garouphalias 1979，第121–122頁.
11. ↑  普魯塔克,《皮洛士》.26
12. ↑  阿庇安 敘利亞戰爭史,   §10 （页面存档备份，存于） 和 §11 （页面存档备份，存于）.
13. ↑   Plutarch <希臘羅馬英豪列傳 II> P693起
14. ↑  Tinsley 2006，第211頁.
15. ↑  Bennett 2001–2010.

## 延伸阅读
- Abbott, Jacob. . New York, New York and London, United Kingdom: Harper & Brothers Publishers. 1901  [2012-03-04]. （原始内容存档于2021-05-03）.
- Winkes, Rolf. . The Age of Pyrrhus, Proceedings of an International Conference held at Brown University April 8–10, 1988 (Archaeologia Transatlantica XI) (Providence). 1992: 175–188.